# Rozina
Rozina nebo též Rosina je ženské křestní jméno latinského původu. Vzniklo připojením přípony -ina ke jménu Rosa, které znamená růže. Často je vnímáno jako domácí varianta jména Rozálie, ale dříve šlo o samostatné jméno. Svátek slaví dne 13. března, společně se jménem Růžena, které je jeho českou obdobou (navzdory tomu začalo být v Česku používáno až v 2. polovině 19. století).
Dřívější údaje nejsou k dispozici, ale podle matričních zápisů bylo jméno Rozina v Česku používáno zejména v 17. a 18. století. Během 18. století došlo ve většině případů k jeho postupnému nahrazení jménem Rozálie. Podobně bylo utvořeno jméno Marina, které bylo rovněž běžné v 18. století a spíše než od slova marina (mořská), z něhož se vykládá moderně, bylo vytvořeno připojením stejné přípony (-ina) ke jménu Maria.
Svatá Rozina z Wenglingenu byla německá světice, o jejíž existenci a období, kdy případně žila, se vedou spory. Její připomínka je 11. března.

## Rozšíření
K roku 2014 žilo na světě odhadem 170 212 nositelek jména Rosina, z toho nejvíce (50 542) v Itálii, kde jde o 205. nejčastější jméno. Rovněž se vyskytuje ve větší míře v Jihoafrické republice a Ghaně, v Evropě potom v Německu, Rakousku a Velké Británii.
Jméno Rozina je běžnější, zejména díky rozšíření v Bangladéši. V Evropě se nejvíce vyskytuje v balkánských zemích (Albánie, Chorvatsko, Slovinsko) a ve Velké Británii.
Další varianta je Rosine, která je nejčastější v Beninu a dalších afrických zemích, v Evropě potom ve Francii a Belgii.

## Známé osobnosti
- Rosina Acheampong – ghanská pedagožka
- Rosina Regina Ahles – německá herečka z 19. století
- Rozina Ali – anglická plastická chiruržka
- Rosina Amenebede – ghanská atletka
- Rosina Anselmi – italská herečka
- Rosina Bierbaum – americká akademička
- Rozina Cambos – izraelská herečka
- Rozina Islam – bangladéšská novinářka
- Rozina Jadrná-Pokorná – česká rozhlasová redaktorka
- Rozina Nazish – indická politička
- Rozina Pátkai – maďarská jazzová zpěvačka italského původu
- Rozina Tufail – pákistánská politička

## Fiktivní postavy
- Rozina Sebranec – hrdinka stejnojmenného románu Zikmunda Wintera a filmu na tento námět